# ماركوس فيليبي
ماركوس فيليبي (بالبرتغالية: Marcos Felipe de Freitas Monteiro‏) هو لاعب كرة قدم برازيلي، ولد في 13 أبريل 1996 في سيرا، إسبيريتو سانتو في البرازيل. شارك مع منتخب البرازيل تحت 17 سنة لكرة القدم ومنتخب البرازيل تحت 20 سنة لكرة القدم. أما مع النوادي، فقد لعب مع نادي فلومينينسي.

## وصلات خارجية
- ماركوس فيليبي على موقع قاعدة بيانات كرة القدم.إي يو (الإنجليزية)
- ماركوس فيليبي على موقع Soccerway.com (الإنجليزية)